# تغییر چارچوب ریبوزومی

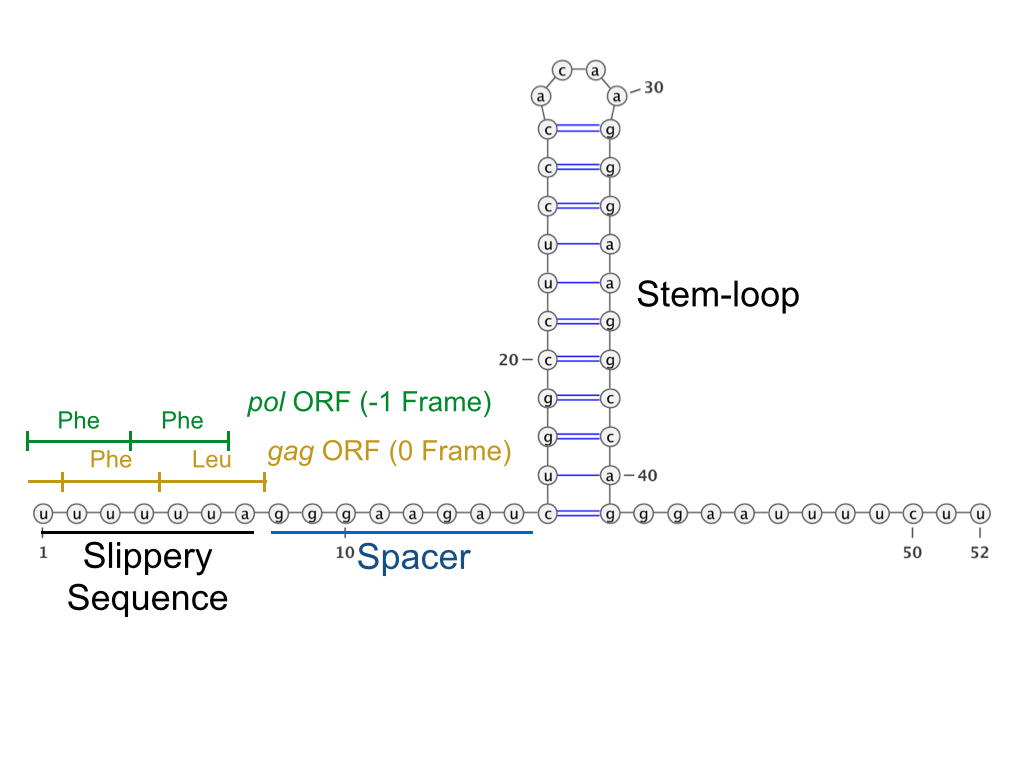
ساختار RNA ثانویه سیگنال ریبوزومی

تغییر چارچوب ریبوزومی، که با عنوان‌هایی چون تغییر چارچوب ترجمه یا رمزگذاری مجدد ترجمه نیز شناخته می‌شود، یک پدیدهٔ زیستی است که در حین ترجمه رخ می‌دهد و منجر به تولید پروتئین‌های متعدد و منحصربه‌فرد از یک آران‌ای پیام‌رسان خاص می‌شود. این فرایند را می‌توان توسط توالی نوکلئوتیدی آران‌ای پیام‌رسان برنامه‌ریزی کرد و گاهی تحت تأثیر ساختار دوم اسید نوکلئیک قرار می‌گیرد. به‌طور عمده در ویروس‌ها (به‌ویژه رتروویروس‌ها)، رتروترانسپوزون‌ها و در برخی از ژن‌های سلولی توصیف شده‌است.